# 귄터 말로이다
귄터 말로이다(독일어: Günther Maleuda, 1931년 1월 20일 ~ 2012년 7월 18일)는 전 동독의 정치인이다.
알트 벨리츠(현재 폴란드 스타레 비엘리체)에서 태어나 1950년 민주농업인당에 입당하였다. 1952년부터 1955년까지 경제학을 수학하였다.
쾨니히스 부스터하우젠(1959~67), 포츠담(1967~76), 할레(1976~82)의 지방자치제 의회의 의원을 거쳐, 1981년 국민의회에 선출되었다.
1977년부터 1990년까지 민주농업인당 최고 회의 간부회의 단원을 지냈고, 1987년 3월 27일 민주농업인당 의장과 동시에 국가회의 부의장을 겸하였다.
1989년 11월 13일 국민의회 의장이 되어 1930년 3월까지 그 직에 있으면서 개혁을 후원하고 원탁 협상에 참석하였다.
자신의 당이 기독교 민주연합에 병합되었어도, 그는 기민당의 당원이 되기를 거부하였다.
1994년부터 독일 연방하원의 무소속 의원으로 선출되어 1998년까지 있었다.
| 전임 호르스트 진더만 | 제4대 독일민주공화국 인민의회 의장 1989년 11월 13일 – 1990년 4월 5일 | 후임 자비네 베르크만폴 |